# Denkmalpflege Informationen
Denkmalpflege Informationen ist eine Zeitschrift des Bayerischen Landesamtes für Denkmalpflege, die dreimal jährlich erscheint.

## Geschichte
Denkmalpflege Informationen erschien erstmals als Ausgabe B am 20. August 1974 (mit aktuellen Beiträgen) und in der Ausgabe A am 30. Januar 1975, die grundsätzliche Beiträge veröffentlichte. Mit der Nr. 133 wurden im März 1996 die A- und B-Reihe eingestellt und eine einzige Publikation mit dem gleichen Titel begründet. Sonderausgaben behandelten an Denkmaleigentümer gerichtete Hefte.
Zwischen Februar 1986 und Oktober 1999 existierte eine Ausgabe für die Einzeldarstellung von Denkmälern oder Denkmalgruppen. Heute erscheint in unregelmäßigem Abstand die Reihe Denkmalpflege Themen zu speziellen Themen wie Das Waldlerhaus oder Brücken in Bayern.
Denkmalpflege Informationen erschien bis Nr. 173 (2020) drei Mal jährlich mit folgenden Rubriken:
- Im Brennpunkt
- Denkmal aktuell
- Denkmalforschung
- Passion Denkmal
- Über den Zaun
- Im Amt
- Personalia
- Aktivitäten
- Feuilleton
- Literatur